# セリム・パルムグレン
セリム・パルムグレン（Selim Palmgren、1878年2月16日 - 1951年12月13日）は、フィンランドの作曲家・ピアニスト・指揮者・音楽教師。

## 経歴
1878年、トゥルク・ポリ州 ポリで生まれた。フェルッチョ・ブゾーニの薫陶を受けてピアノ、作曲を学んだ。
1921年よりアメリカ合衆国のイーストマン音楽学校作曲科で教鞭を執る。後にフィンランドに戻った。作品のほとんどはピアノ曲と男声合唱曲であり、中でもピアノのための抒情的な小品は、スカンジナビアの民謡的要素が活用されている。

## 主な作品

### ピアノ曲
- ピアノソナタ ニ短調 作品11
- 24の前奏曲 作品17
- 組曲『春』 作品27
  - 五月の夜 (Night in May) 作品27の4
- 3つの小品 作品54
  - 雨だれ (Rain Drops) 作品54の1
  - 月の光 (Moonlight) 作品54の3
- 3つの小品 作品57
  - 粉雪 (Snow Flakes) 作品57の2
- 3つの夜想的情景 作品72
  - 星はまたたく (The Stars are Twinkling) 作品72の1
- ソナチネ ヘ長調 作品93
- 太陽と雲 作品102

### 協奏曲
- ピアノ協奏曲第1番ト短調 作品13
- ピアノ協奏曲第2番『流れ』 作品33
- ピアノ協奏曲第3番『変容』 作品41a
- ピアノ協奏曲第4番『四月』 作品85
- ピアノ協奏曲第5番イ長調 作品90

### 管弦楽曲
- 組曲『フィンランドの情景（四季）』 作品24

### オペラ
- ダニエル・ヨルト 作品30